# Lo Simons
Lo Simons (* 1. Januar 1910 in Delft; † 23. September 1956 in Kristianstad, Schweden) war ein niederländischer Motorradrennfahrer.

## Werdegang
Simons gewann 1937 und 1939 jeweils auf Excelsior den Meistertitel in der 250-cm³-Klasse der Niederländischen Straßenmeisterschaft. Bei der zur Motorrad-Europameisterschaft 1939 zählenden Dutch TT in TT Circuit Assen belegte er auf Excelsior in der 250-cm³-Klasse den sechsten Rang.
Nach dem Zweiten Weltkrieg fuhr Simons auf verschiedenen Fabrikaten zahlreiche Rennsiege in den Benelux-Ländern ein und gewann in den Klassen bis 125, bis 250 und bis 350 cm³ Hubraum zwölf weitere Niederländische Meistertitel.
Zwischen 1949 und 1956 startete Simons sporadisch in der Motorrad-Weltmeisterschaft. Sein bestes Resultat hierbei war der fünfte Rang im 250-cm³-Rennen um den Großen Preis von Belgien in Spa-Francorchamps.
Lo Simons verunglückte am 23. September 1956 im Alter von 46 Jahren beim Skåneloppet-Straßenrennen auf der Råbelövsbanan im schwedischen Kristianstad tödlich. Er stürzte in der dritten Runde des Rennens der 125er-Klasse aufgrund eines gebrochenen Pleuels an seiner F.B Mondial und zog sich dabei schwere Verletzungen zu, denen er wenige Stunden nach dem Unfall in einem Krankenhaus in Kristianstad erlag.

## Erfolge
- Niederländischer 125-cm³-Meister[1]

- 1953 und 1954 auf F.B Mondial

- Niederländischer 250-cm³-Meister[1]

- 1937, 1939, 1946, 1947, 1948, 1950 und 1951 auf Excelsior
- 1956 auf NSU

- Niederländischer 350-cm³-Meister[1]

- 1952 und 1953 auf Velocette
- 1955 auf A.J.S.
- 1956 auf Norton